# 172430 Sergiofonti
172430 Sergiofonti este o planetă minoră (asteroid) din centura de asteroizi. A fost descoperită pe 20 august 2003 la  de . 
Obiectul prezintă o orbită caracterizată de o semiaxă mare de 2,3144876345362 UAi, o excentricitate de 0,13112908404269, o înclinație de 6,3265085945934 ° în raport cu ecliptica.